# St. Martin (Sulzbach an der Donau)

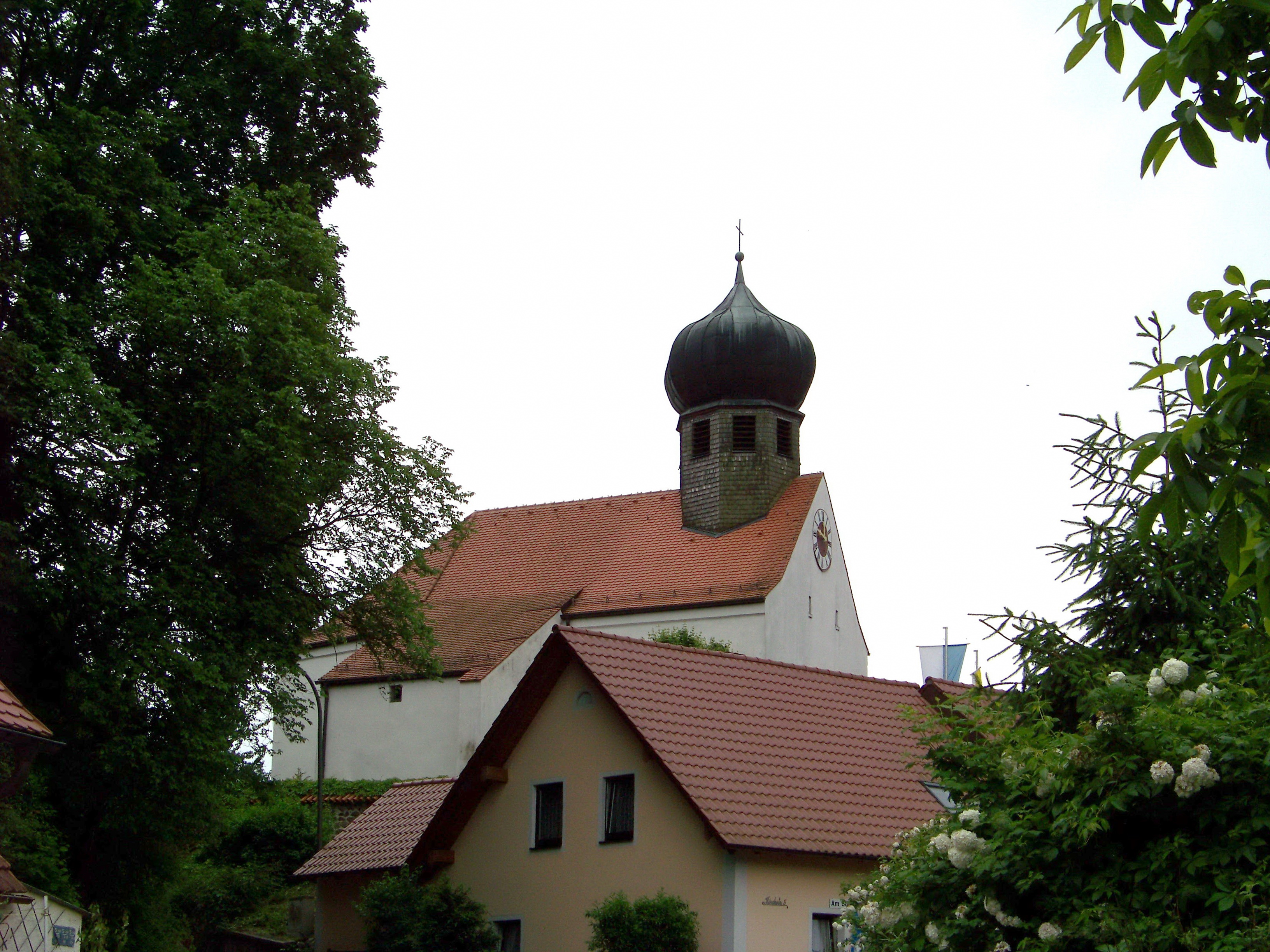
St. Martin (Sulzbach)

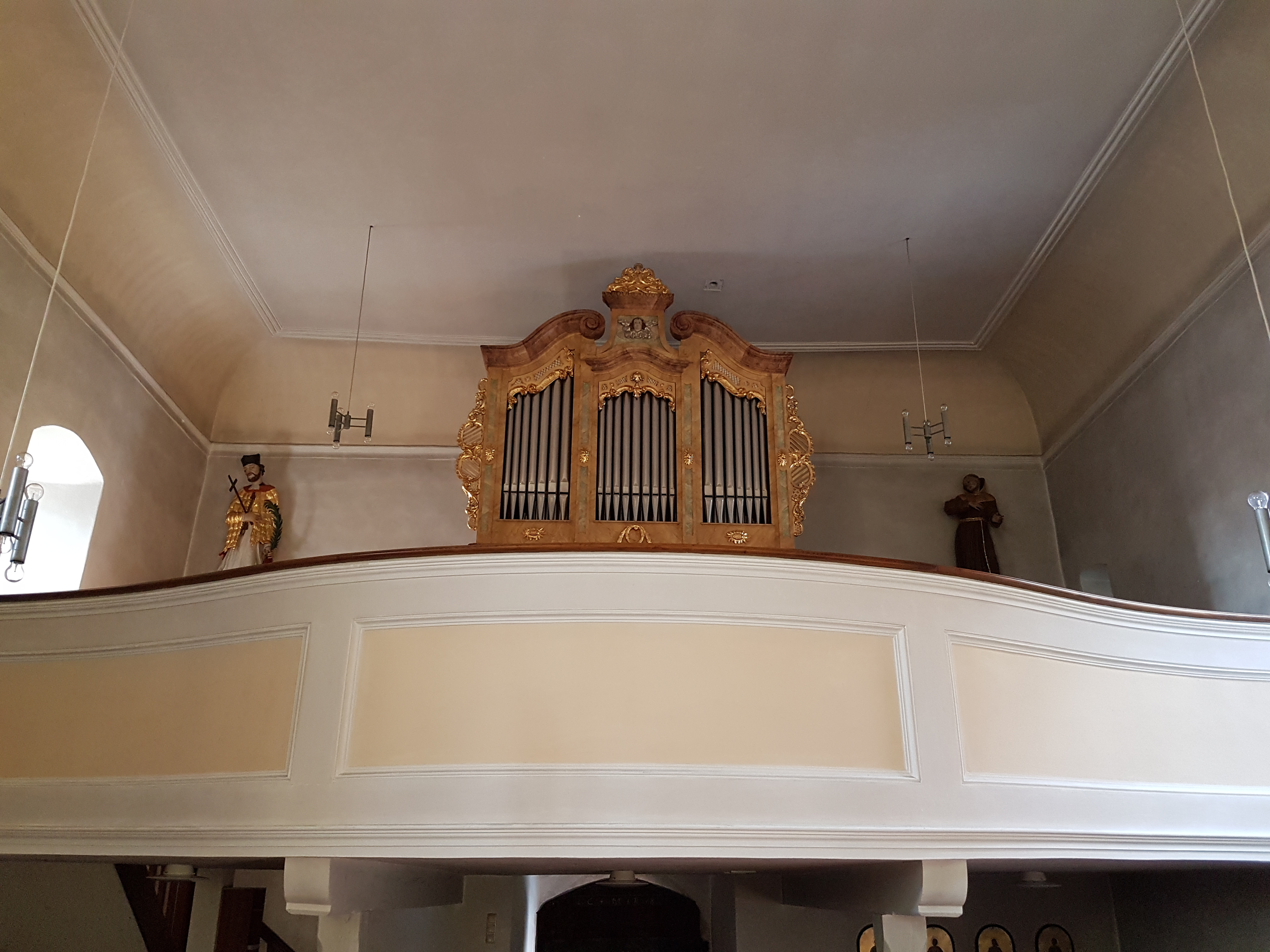
Innenraum mit Orgelempore

Die römisch-katholische, denkmalgeschützte Filialkirche St. Martin steht am Anstieg des Scheuchenberges in Sulzbach an der Donau, einem Gemeindeteil des Marktes Donaustauf im Landkreis Regensburg in der Oberpfalz. Sie ist dem Bistum Regensburg zugeordnet. Das Bauwerk ist unter der Denkmalnummer D-3-75-130-36 als Baudenkmal in die Bayerische Denkmalliste eingetragen.

## Beschreibung
Die frühgotische Saalkirche besteht aus einem Langhaus, das nach Osten dreiseitig geschlossen ist. Sie ist eine ehemalige Wehrkirche, wie an den Schießscharten an der Westseite zu erkennen ist. Aus ihrem abgewalmten Satteldach erhebt sich im Westen ein achteckiger, mit Schindeln verkleideter Dachreiter, der den Glockenstuhl beherbergt, und der mit einer Zwiebelhaube bedeckt ist.
Der Innenraum ist durchgehend mit einer Flachdecke überspannt. Zur Kirchenausstattung gehört ein Hochaltar, der von zwei Säulen flankiert wird. Seitlich eingepasst sind die Statuen des heiligen Georg und des heiligen Michael. Auf dem Altarretabel ist Martin von Tours dargestellt. Die Orgel wurde 1998 von Johannes Schädler errichtet.